# Hihifo (Wallis und Futuna)
Hihifo (wallisianisch für „West“) ist einer der drei Distrikte des Königreichs von Uvea im französischen Überseegebiet Wallis und Futuna im Pazifik. Er grenzt im Süden an den Distrikt Hahake.
In Hihifo befindet sich mit dem Flughafen Wallis-Hihifo auch der internationale Flughafen des Überseegebiets.

## Geografie
Hihifo umfasst etwa das nördliche Drittel der Insel Uvea und die nördlich und nordöstlich davon gelegenen, kaum bewohnten Inseln, die den nördlichen Außenring der Wallis-Inseln bilden. Zu den kleineren Inseln gehören Nukutapu, Nukuteatea, Îlot Ulu ʻiutu, Nukuloa, Nukulaʻelaʻe und Nukufotu.
Der Distrikt besteht aus fünf Dörfern mit eigenem Dorfvorsteher, die einen Faipule als Verwalter des Distrikts stellen:
| Dorf     | Einwohner (1. Januar 2023) |
| -------- | -------------------------- |
| Alele    | 488                        |
| Malaʻe   | 483                        |
| Vaitupu  | 378                        |
| Vailala  | 317                        |
| Tufuʻone | 189                        |